# Художественный критик из округа Честер (Портрет Кристиана Бринтона)
«Художественный критик из округа Честер» (англ. A Chester County Art Critic), или «Портрет Кристиана Бринтона» (англ. Portrait of Christian Brinton) — картина в стиле наивного искусства афроамериканского художника Хорэйса Пиппина, на которой изображён пожилой белый мужчина на фоне книжного шкафа.
Картина написана в 1940 году. Полотно представляет собой живопись маслом на холсте размером 54,6 × 40,3 см. В настоящее время хранится в Художественном музее в Филадельфии.

## История создания
Кристиан Бринтон (1870—1942), искусствовед и коллекционер, уроженец города Уэст-Честер. Он собирал произведения современников. Свою коллекцию, в которую входили работы европейских и американских живописцев, он передал в дар Художественному музею в Филадельфии в 1941 году. Пиппин познакомился с ним, когда Бринтон увидел одну из его работ в витрине мастерской по ремонту обуви. В 1937 году он организовал первую выставку картин художника в общественном центре в Уэст-Честере. В следующем году помог ему с выставкой в Музее современного искусства в Нью-Йорке. Спустя два года Пиппин написал портрет своего покровителя.

## Описание
По мнению искусствоведов, это один из лучших портретов кисти Пиппина. Седой Бринтон, которому на время написания картины было семьдесят лет, изображён стоящим на фоне книжного шкафа со скрещёнными на груди руками. На нём ослепительно белая рубашка, элегантный чёрный пиджак с платком в кармане, галстук. Уверенная поза, ухоженные ногти и проницательный взгляд синих глаз Бринтона свидетельствуют о его принадлежности к представителям высшего общества.

## Провенанс
В 1941 году первоначальный владелец полотна Кристиан Бринтон передал его в дар Художественному музею в Филадельфии.